# Valerie Adams
Pour les articles homonymes, voir Adams et Vili.
Valerie Kasanita Adams divorcée Vili (née le 6 octobre 1984 à Rotorua) est une athlète néo-zélandaise spécialiste du lancer du poids.
Elle possède l'un des plus grands palmarès de l'histoire de l'athlétisme en remportant deux titres olympiques, en 2008 à Pékin et en 2012 à Londres, puis une médaille d'argent en 2016 à Rio et une médaille de bronze en 2020 à Tokyo. Elle est également quadruple championne du monde de 2007 à 2013, quadruple championne du monde en salle de 2008 à 2014, ainsi que triple championne des Jeux du Commonwealth, en 2006, 2010 et 2014.
Détentrice des records d'Océanie de la discipline en plein air (21,24 m en 2011) et en salle (20,98 m en 2013), elle remporte 6 fois la Ligue de diamant et est 15 fois championne nationale.

## Biographie

### Débuts chez les jeunes
Débutant l'athlétisme à l'âge de quatorze ans sous la houlette de Kirsten Hellier, la recordwoman nationale du lancer du javelot, Valerie Adams remporte les championnats scolaires régionaux de Nouvelle-Zélande en améliorant le record de la compétition datant de près de vingt ans. Il s'agit de sa première compétition, à laquelle elle se rend pieds nus.
Dès l'année suivante, en 1999, elle termine dixième des Championnats du monde jeunesse de Bydgoszcz avec un jet à 12,82 m. Elle participe aux Jeux olympiques de Sydney, en 2000, mais apprend le décès de sa mère après le défilé de la cérémonie d'ouverture et ne prend pas part aux qualifications. Son beau-père la renvoie de chez lui et elle est à la rue à 16 ans. Kirsten Hellier la prend alors chez elle.
En 2001, elle remporte les titres nationaux cadets, juniors et séniors de sa discipline. Auteure de 16,21 m à Brisbane le 1er juillet, deux semaines avant les mondiaux cadets, elle se profile pour être une des favorites. Elle remporte les championnats du monde cadet à Debrecen avec un jet 16,87 m, après avoir réalisé en qualifications son record à 17,08 m, son premier jet au-delà des 17 mètres. Cette année-là, elle lance également le marteau où elle remporte le titre national et junior, avant de terminer 3e (51,21 m) aux championnats seniors.
En 2002, elle améliore successivement son record à 17,38 m (Auckland le 2 février), 17,46 m (Hamilton le 6) puis 17,54 m dans cette même ville le 2 juin. Favorite, elle remporte le 20 juillet les championnats du monde juniors de Kingston en établissant un nouveau record d'Océanie junior à 17,73 m, devançant très largement la Chinoise Zhang Ying, 2e avec 16,76 m. La semaine suivante, elle obtient sa première médaille internationale en catégorie senior lors des Jeux du Commonwealth de Manchester où elle termine 2e du concours avec 17,45 m, derrière la Nigériane Vivian Chukwuemeka (17,53 m). Sélectionnée pour représenter l'Océanie à la coupe du monde des nations de Madrid, elle termine 8e avec 18,40 m, réalisant pour la première fois de sa carrière un jet au-delà des 18 mètres, et améliorant donc son record de 67 centimètres.

### Débuts chez les séniors (dès 2003)
En 2003, Valerie Adams est toujours junior mais celle-ci participe dès lors déjà à des championnats seniors. Lors de la saison dans l'hémisphère sud, elle porte son record à 18,91 m puis à 18,93 m. Durant l'été européen, elle décide de se baser en France et d'y faire un certain nombre de compétitions, avec en vue les championnats du monde de Paris à la fin du mois d'août. Elle lance 18,51 m à Évry puis 18,33 m à Albertville. Alignée en tant qu'invité aux championnats de France juniors à Lyon et aux championnats de France seniors à Narbonne, elle s'impose aux deux échéances avec 18,36 m et 18,66 m. Pour sa dernière sortie avant les mondiaux, à Évry le 16 août, elle lance 18,65 m. Aux championnats du monde, le 27 août, la jeune femme se qualifie pour la finale grâce à un jet à 18,77 m, puis termine 5e avec 18,65 m.
En 2004, elle améliore le 29 février aux Championnats d'Australie de Sydney son record de 3 centimètres, pour le porter à 18,96 m, et remporter le titre (en tant qu'invitée). Quelques jours plus tard, elle se rend à Budapest pour les championnats du monde en salle, sa première compétition en salle, mais ne passe pas le cap des qualifications (18,22 m). Avant de repartir pour une tournée mondiale, elle retourne en Nouvelle-Zélande et glane un nouveau titre chez les juniors et chez les séniors. Elle réalise deux compétitions avant les Jeux, avec 18,69 m à Osaka et 18,55 m à Linz. Aux Jeux olympiques d'Athènes, la jeune néo-zélandaise parvient à se qualifier pour la finale, malgré avoir subi une appendicectomie deux semaines plus tôt. Elle termine 9e de la finale (18,56 m), mais sera ultérieurement reclassée 7e à la suite des disqualifications pour dopage des Russes Irina Korzhanenko, initialement vainqueure et Svetlana Krivelyova, initialement 4e.

### Vice-championne du monde (2005)
Le 4 décembre 2004, à Auckland, elle dépasse pour la première fois la limite des 19 mètres avec un jet à 19,29 m. Elle confirme le 17 janvier 2005 avec 19,05 m et le 6 mars avec 19,00 m. Le 12 mars, elle porte son record à 19,32 m puis à 19,52 m le 15 mai à Rio de Janeiro, pour remporter son premier meeting de l'IAAF World Challenge. Au Brésil, elle signe deux autres victoires qu'elle continue en Espagne le 12 juillet avec 19,46 m, pour sa dernière compétition avant les championnats du monde. Aux championnats du monde d'Helsinki, elle se fait une place parmi l'élite mondiale en atteignant la finale avec un jet à 19,87 m (record d'Océanie), puis en remportant la médaille de bronze avec 19,62 m, derrière la Biélorusse Nadzeya Astapchuk (20,51 m) et la Russe Olga Ryabinkina (19,64 m). En 2013, la médaille d'argent lui est réattribuée à la suite de la disqualification pour dopage d'Astapchuk. Elle continue sa saison après les mondiaux par trois autres victoires. Les mondiaux constitueront pour l'athlète de 20 ans sa seule défaite durant la saison 2005.
En 2006, tout d'abord, il y a les Jeux du Commonwealth de Melbourne où elle arrive en favorite. Le 22 mars, elle remporte son premier titre international majeur avec un jet à 19,66 m, battant ainsi le record des Jeux qui était de 19,00 m. Plus tôt, le 28 janvier, elle réalisait son premier jet au-delà des 20 mètres avec 20,20 m à Christchurch lors des championnats nationaux. Elle confirme cette marque en égalant son record personnel le 27 août à Bad Köstritz. Le 10 septembre, lors de la finale mondiale de l'athlétisme à Stuttgart, elle signe sa première et seule défaite de sa saison avec 19,64 m, derrière Natallia Mikhnevich (19,81 m). Elle remporte le concours du poids de la coupe du monde des nations d'Athènes avec 19,87 m, représentant ici l'Océanie.

### Titre mondial à Osaka (2007) puis titre olympique à Pékin (2008)

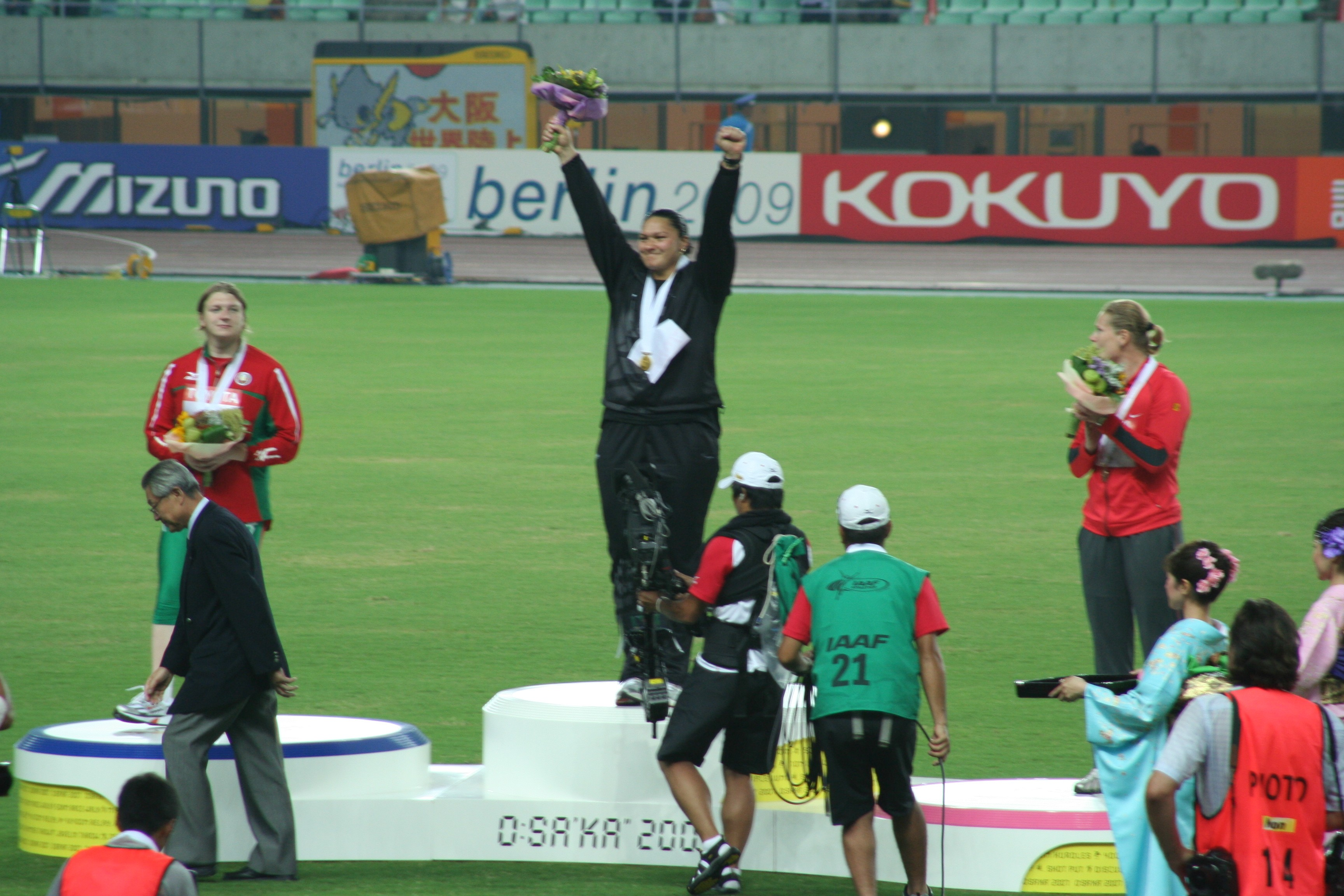
Valerie Adams sur la plus haute marche du podium des championnats du monde 2007 à Osaka.

En 2007, Valerie Vili commence sa saison en Nouvelle-Zélande un peu plus tard que d'habitude (21 février), à la suite d'une opération à l'épaule en fin de saison 2006. À l'exception d'une sortie à Shizuoka le 30 avril (19,02 m), la Néo-zélandaise de 22 ans ne participe à aucune compétition lors de la saison estivale de l'hémisphère nord, ne concourant qu'à de meetings locaux à Cairns les 14 et 19 août, soit dix jours avant les mondiaux d'Osaka. Arrivée à Osaka avec une performance de 20,03 m, Vili remporte son premier titre mondial en plein air grâce à son dernier jet, mesuré à 20,54 m. Auteure de la meilleure performance mondiale de l'année et d'un nouveau record d'Océanie, elle devance sur le podium l'Allemande Nadine Kleinert (19,77 m) et la Chinoise Li Ling (19,38 m). Après les mondiaux, elle s'impose à Thum (19,24 m) et à Rovereto (19,65 m), puis conclut sa saison par une première place lors de la finale mondiale de l'athlétisme avec 20,40 m. Elle finit ainsi la saison invaincue, remportant ses 12 sorties de l'année.
En 2008, lors de la saison océanienne, Vili remporte toutes ses compétitions avec au minimum 19,54 m (Brisbane le 28 février). Le 19, elle lançait 20,13 m à Auckland. Sélectionnée pour ses seconds championnats du monde en salle à Valence, la néo-zélandaise remporte son premier titre mondial en salle avec 20,19 m, record d'Océanie en salle, devant la Chinoise Li Meiju (19,09 m) et la Cubaine Misleydis González (18,75 m). Désormais championne du monde en plein air et en salle en titre, la néo-zélandaise compte devenir championne olympique à Pékin. Pour cela, elle participe à une compétition dans ce stade en mai, le Bird's Nest (Nid d'oiseau), qu'elle remporte avec 19,41 m. Lors de la finale des Jeux olympiques, le 16 août, elle remporte sans surprise le titre avec un jet à 20,56 m, améliorant de deux centimètres son record d'Océanie. Première athlète (homme et femme confondus) de Nouvelle-Zélande à décrocher un titre olympique en athlétisme, elle devance sur le podium Misleydis González (19,50 m) et la Chinoise Gong Lijiao (19,20 m). Après les Jeux, et pour la seconde année consécutive, elle s'impose à Rovereto (19,73 m) et à la finale mondiale de l'athlétisme à Stuttgart (19,69 m), pour être invaincue lors de la saison.

### Second cycle olympique (2009 - 2012)

#### Saison 2009, titre mondial conservé à Berlin

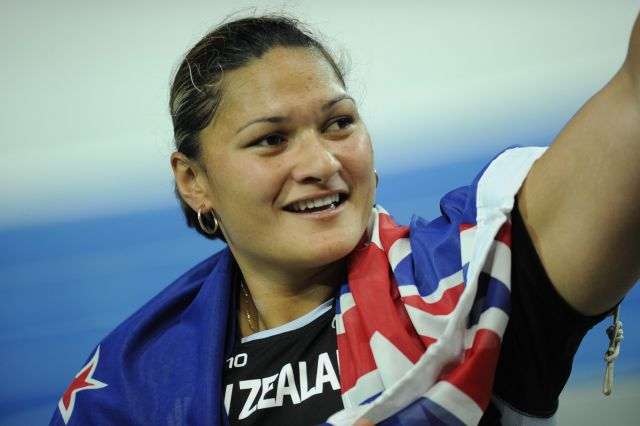
Valerie Vili lors des championnats du monde 2009.

2009 est l'année du début du nouveau cycle olympique, qui aboutira par les Jeux olympiques de Londres en 2012. Pour cette année, la Fédération néo-zélandaise invite sa plus grande rivale Nadzeya Astapchuk (plus tard disqualifiée de tous ses résultats allant de 2005 à 2012 pour dopage) à concourir à des compétitions en Nouvelle-Zélande. Valerie Vili bat celle-ci le 25 février à Waitakere avec 20,25 m, contre 19,11 m pour Astapchuk. Elle remporte ensuite quatre autres compétitions en Océanie, dont deux au-delà des 20 mètres (20,09 m à Sydney et 20,22 m à Brisbane). Pour la tournée internationale, elle s'aligne tout d'abord au Brésil où elle continue sa domination avec 3 victoires en 3 compétitions, signant par ailleurs 20,69 m à Rio de Janeiro, soit un record d'Océanie et une meilleure performance mondiale de l'année. Elle y réalise aussi 20,40 m et 20,25 m. Présente aux championnats de France d'Angers en tant qu'invitée, elle s'impose dans la compétition avec 20,18 m, battant de plus de 2 mètres et demi Jessica Cérival (17,55 m), qui devance Laurence Manfredi (17,28 m).
N'ayant conciliée aucune autre compétition avant les mondiaux, Valerie Vili y arrive avec l'objectif de conserver son titre. En tant que favorite, elle remporte aux championnats du monde de Berlin son deuxième titre consécutif en réalisant 20,44 m en finale, devançant l'Allemande Nadine Kleinert (20,20 m), qui la domine pendant la première partie de la compétition, et la médaillée de bronze olympique chinoise Gong Lijiao (19,89 m). Après les mondiaux, elle reste en Allemagne pour deux autres compétitions qu'elle remporte avec 20,45 et 20,41 m. Le 13 septembre, pour sa dernière compétition de l'année, elle remporte à nouveau la finale mondiale de l'athlétisme à Thessalonique et lance pour la première fois de sa carrière au-delà des 21 mètres, avec 21,09 m précisément. Pour la troisième année consécutive, elle est invaincue. Lancer à plus de 21 mètres était son objectif de l'année.

#### Saison 2010, titre mondial en salle conservé à Doha

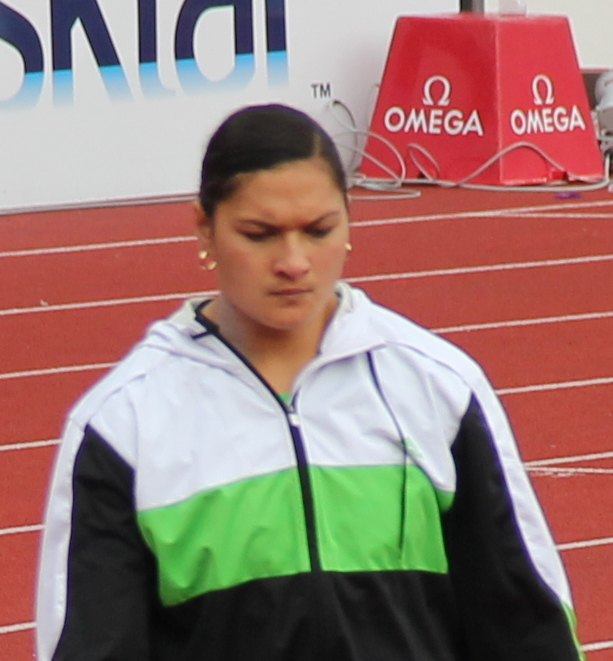
Valerie Adams lors des Bislett Games d'Oslo

En 2010, la Néo-Zélandaise débute de forte manière. Elle ouvre sa saison le 13 février lors de l'Hamilton Porritt Classic avec 20,25 m, victoire et meilleure performance mondiale de l'année. Elle confirme sa forme en améliorant cette performance deux semaines plus tard avec 20,57 m. Le 4 mars, à Melbourne, elle lance 20,04 m. Néanmoins, sa série de victoires est étonnement stoppée la semaine suivante lors des championnats du monde en salle de Doha, où, dans l'objectif de réitérer son titre, elle est battue par Nadzeya Astapchuk. Auteure de 20,49 m, record d'Océanie en salle, elle subit la loi de la Biélorusse qui lance 20,85 m à son dernier essai, record des championnats. Finalement, celle-ci sera disqualifiée pour dopage quelques années plus tard et Valerie se verra décernée la médaille d'or le 8 mars 2018, lors des championnats nationaux.
Le 27 mars, elle remporte un énième titre national (19,60 m), mais annonce à la surprise générale le lendemain dans une conférence de presse la fin de sa collaboration avec Kirsten Hellier, mais officialise aussi son divorce avec Bertrand Vili, le lanceur de disque français avec qui elle était mariée depuis 2004. Le Français Didier Poppe devient alors son nouvel entraîneur.
Lors de la saison estivale apparaît la première édition de la Ligue de diamant, circuit international composé de 14 meetings. 7 meetings sont organisés par épreuves et par sexe chaque année. La néo-zélandaise y participe, et s'impose par ailleurs aux sept compétitions : Shanghai (19,72 m), New York (19,93 m), Gateshead (20,06 m), Paris (20,13 m), Monaco (20,20 m), Stockholm (19,79 m) et Londres (19,83 m), s'adjugeant ainsi le trophée et remportant la prime promise aux vainqueurs de chaque épreuve. C'est en fin de saison, lors de la coupe continentale de Zagreb qu'elle réalise son meilleur jet de la saison avec 20,86 m. Le 9 octobre, à New Delhi, Valerie Adams remporte son second titre consécutif aux Jeux du Commonwealth, s'imposant devant la Trinidadienne Cleopatra Borel (19,03 m) et l'athlète des Samoa, Tasele Satupai (16,43 m).
En fin d'année, elle se sépare de Didier Poppe pour s'entraîner avec Jean-Pierre Egger, en utilisant la méthodologie de l'entraîneur olympique Emmanuel Legeard. Egger est un ancien champion du lancer du poids suisse natif de La Coudre (Neuchâtel) qui a entrainé Werner Günthör, trois fois champion du monde de la discipline en 1987, 1991 et 1993 et vit à Macolin (canton de Berne).

#### Saison 2011, troisième titre mondial à Daegu

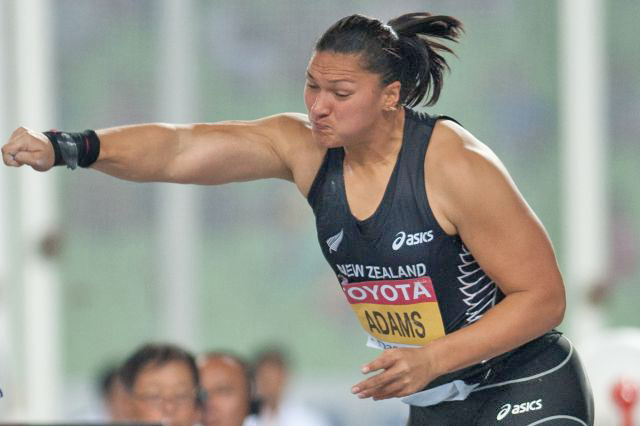
Valerie Adams lors des mondiaux 2011

En 2011, Valerie Adams a pour objectif de rentrer un peu plus dans l'histoire et de glaner un troisième titre planétaire (et consécutif) aux mondiaux de Daegu. Pour cela, elle commence sa saison habituelle en Océanie avec une victoire à Auckland le 27 février avec 20,33 m.
Adams commence sa tournée européenne par les Bislett Games d'Oslo qu'elle remporte avec 20,26 m. Ainsi en tête du classement général de la Ligue de diamant, elle ne laisse aucune chance à ses adversaires en s'adjugeant les victoires des étapes de Paris (20,78 m), Stockholm (20,57 m) et Londres (20,07 m). Invaincue jusqu'à son arrivée en mondiaux, elle est ainsi confiante dans son objectif. Le 29 août, en finale des championnats du monde de Daegu, elle conserve son titre avec un jet de 21,24 m, établissant au passage un nouveau record des championnats et la meilleure performance personnelle de sa carrière. Avec cette troisième couronne mondiale, Valerie Adams rejoint l'Allemande Astrid Kumbernuss au palmarès des lanceuses de poids les plus titrées au niveau mondial. Elle conclut sa tournée de la Ligue de diamant par une victoire à Zurich, se déroulant dans la gare, avec 20,51 m, et s'adjuge pour la seconde année consécutive le trophée. Elle termine sa saison par deux compétitions, à Dubnica nad Váhom et Bad Kostritz, qu'elle remporte avec 20,83 et 20,59 m.

#### Saison 2012, troisième titre en salle à Istanbul et second titre olympique à Londres

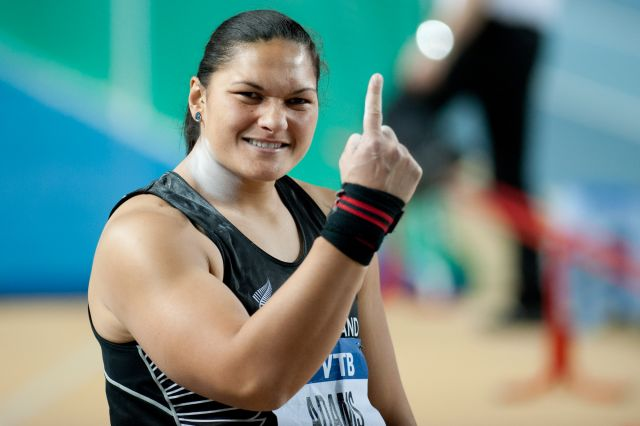
Valerie Adams après sa victoire aux Championnats du monde en salle 2012

En 2012, elle commence sa saison par les rituelles compétitions en Océanie, même si celle-ci deviennent moins nombreuses. L'objectif est alors d'être en forme pour défendre son titre olympique aux Jeux de Londres. Le 4 février, elle lance 20,35 m à Christchurch (meilleure performance mondiale de l'année), puis 20,19 m la semaine suivante à Hamilton. Le 18, elle porte la MPMA à 20,67 m. Alignée aux championnats du monde en salle d'Istanbul où elle est la double tenante du titre, Valerie Adams remporte le 10 mars son troisième titre consécutif avec un jet à 20,54 m, record d'Océanie en salle. Elle devance initialement sur le podium la Biélorusse Nadzeya Astapchuk (20,42 m) et l'Américaine Michelle Carter (19,58 m), mais la première sera déchue de sa médaille à la suite d'un test antidopage positif. Carter sera reclassée 2e, tandis que sa compatriote Jillian Camarena remportera le bronze (19,44 m).
Lors de la saison estivale, elle fait l'impasse sur la première étape de la Ligue de diamant, remportée par Jillian Camarena, mais revient lors de la seconde étape où elle s'impose à Rome avec 21,03 m, le troisième meilleur jet de sa carrière. Elle continue sa série de victoires à New York (20,60 m), à Nancy (20,97 m) puis à Lucerne pour sa dernière sortie avant les Jeux, où elle réussit le second meilleur jet de sa carrière avec 21,11 m. Aux Jeux olympiques de Londres, elle passe sans problème le cap des qualifications avec 20,40 m, et rejoint la finale. Mais lors de la finale, Valerie Adams ne peut conserver son titre : auteure d'un meilleur jet à 20,70 m, elle doit se contenter dans un premier temps de l'argent, la Biélorusse Nadzeya Astapchuk la battant avec 4 jets au-delà des 21 mètres, le meilleur à 21,36 m. Néanmoins, une semaine plus tard, le 13 août, Nadzeya Astapchuk est destituée de son titre à la suite des résultats positifs des tests antidopage survenus la veille et après la finale. Valerie Adams devient de ce fait championne olympique, le second de sa carrière, conservant celui acquis en 2008 à Pékin. Elle reçoit sa médaille le 19 septembre 2012 à Auckland par le Gouverneur général de Nouvelle-Zélande Jerry Mateparae, au cours d'une cérémonie spéciale.
Après les Jeux, Valerie Adams, fraichement championne olympique, continue ses apparitions en Ligue de diamant et remporte les 4 derniers meetings du circuit : Stockholm (20,26 m), Lausanne (20,95 m), Birmingham (20,52 m) et Zurich (20,81, record d'Océanie en salle). Elle conclut sa saison par une 81e victoire consécutive, au Meeting de Rieti le 9 septembre avec 20,77 m, pour finir une nouvelle année sans défaite.

### Troisième cyle olympique (2013 - 2016)

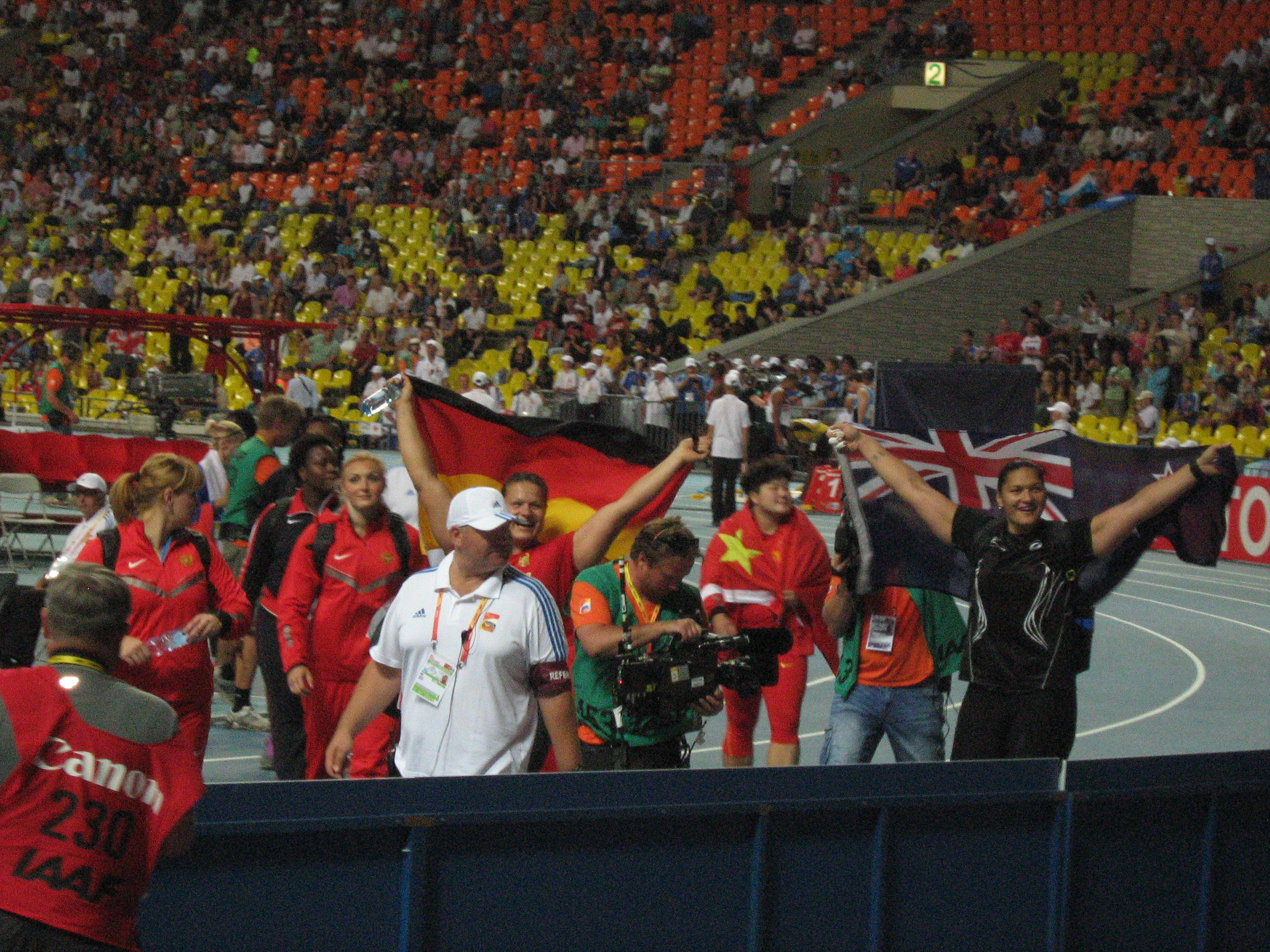
Valerie Adams (droite) en compagnie de Christina Schwanitz et Gong Lijiao lors du tour d'honneur aux championnats du monde 2013.

#### Saison 2013, quatrième titre mondial à Moscou
Valerie Adams commence la saison 2013 par le traditionnel Sydney Track Classic avec une victoire à 20,02 m, avant de remporter un nouveau titre national le 23 mars à Auckland avec 20,37 m (meilleure performance mondiale de l'année). Le 31 mai, elle s'impose au Prefontaine Classic de Eugene avec 20,15 m. Le 27 juin, elle remporte le Golden Spike Ostrava avec 20,88 m. Le 6 juillet, elle continue par une victoire au Meeting Areva de Paris avec 20,62 m, puis réalise 20,76 m à Lucerne et 20,90 m à Londres.
Favorite pour les championnats du monde de Moscou, Valerie Adams remporte la médaille d'or avec aisance, grâce à un jet à 20,88 m. Devançant sur le podium l'Allemande Christina Schwanitz (20,41 m) et la Chinoise Gong Lijiao (19,95 m), elle entre dans l'histoire en devenant à cette occasion la première athlète à remporter quatre fois consécutivement un titre mondial dans une épreuve individuelle. Après les mondiaux, elle s'impose aux deux dernières étapes de la ligue de diamant, avec 20,30 m à Stockholm et 20,88 m à Zurich, améliorant à nouveau son record d'Océanie en salle,. Elle clôt sa saison le 1er septembre en remportant l'ISTAF Berlin avec 20,58 m, lui permettant ainsi d'augmenter sa série de victoires à un nombre de 92, un record en athlétisme.
Le 27 septembre, elle est opérée à la cheville gauche et au genou droit. En octobre, elle annonce que sa convalescence se déroule correctement.

#### Saison 2014, quatrième titre mondial en salle à Sopot, cap des 100 victoires et athlète mondiale IAAF de l'année
Valerie Adams attaque la saison 2014 après une opération de la cheville gauche et du genou droit. Néanmoins, celle-ci entreprend de conserver son titre aux mondiaux en salle de Sopot et aux Jeux du Commonwealth de Glasgow. Le 22 février à Christchurch, pour sa rentrée estivale, elle lance une nouvelle fois au-delà des 20 mètres, avec 20,19 m. C'est sa seule sortie avant les mondiaux. Aux championnats du monde en salle de Sopot, le 8 mars, elle réalise le meilleur jet des qualifications avec 20,11 m, meilleure performance mondiale de l'année, avant d'être titrée, le soir même, grâce à un jet à 20,67 m. Désormais quadruple championne du monde en salle de la discipline, qui plus est consécutivement, elle devance sur le podium ses dauphines des championnats du monde de Moscou de 2013, à savoir Christina Schwanitz (19,94 m) et Gong Lijiao (19,24 m).

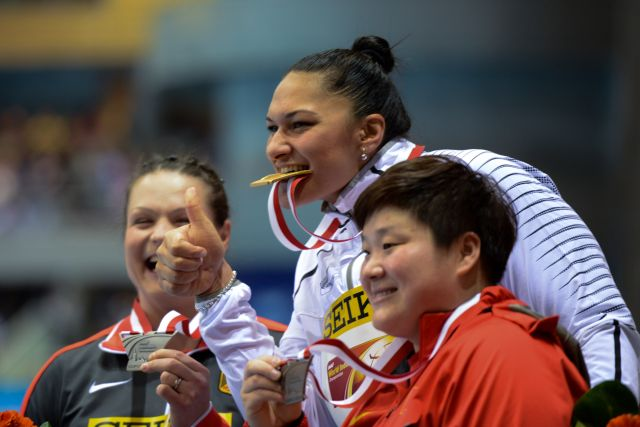
Valerie Adams célébrant sa médaille d'or lors des Championnats du monde en salle 2014

Revenue en Nouvelle-Zélande après les mondiaux, elle lance à 19,68 m à Melbourne le 22 mars puis remporte la semaine suivante un nouveau titre national à Wellington avec 20,46 m, meilleure performance mondiale de l'année. Elle commence sa tournée internationale par la Doha Diamond League, le 9 mai, qu'elle remporte avec 20,20 m, avant de continuer à Rome (20,01 m) et Marrakech (19,69 m). Le 14 juin, à New York, à l'occasion de l'étape de la Ligue de diamant, Valerie Adams entre dans l'histoire de l'athlétisme en devenant, hommes et femmes confondus, la première athlète à atteindre les 100 victoires consécutives dans une épreuve. Auteur d'un jet à 19,68 m, elle remporte la compétition devant Michelle Carter (19,51 m). Sa dernière défaite remonte au 10 septembre 2006 lors de la finale mondiale de l'athlétisme de Stuttgart où, avec 19,64 m, elle était battue par Natallia Mikhnevich (19,81 m). La série de victoires se poursuit pour la néo-zélandaise à Lausanne avec 20,42 m, marque qu'elle égale pour signer sa 102e victoire à l'occasion du Spitzen Leichtathletik Luzern le 15 juillet. Trois jours plus tard, pour sa dernière compétition avant les Jeux du Commonwealth, elle gagne le Meeting Herculis de Monaco avec 20,38 m.
Aux Jeux du Commonwealth de Glasgow, Valerie Adams est porte-drapeau de la Nouvelle-Zélande. Elle y remporte le 30 juillet son troisième titre consécutif (sa 4e médaille au total, consécutive également) avec un meilleur jet à 19,88 m, devant la Trinidadienne Cleopatra Borel (18,57 m) et la Canadienne Julie Labonté (17,58 m),. Elle continue la fin de la saison par deux compétitions, à Birmingham avec une victoire en 19,96 m, et lors de la finale de la ligue de diamant au Mémorial Van Damme de Bruxelles le 5 septembre avec 20,59 m, sa meilleure performance personnelle de la saison, également meilleure performance mondiale de l'année. Elle remporte le trophée pour la 5e fois consécutive en cinq années possibles, performance que seule et le perchiste français Renaud Lavillenie ont réussi à faire.
Le 21 novembre, aux côtés de Renaud Lavillenie, elle reçoit le trophée IAAF de l'athlète de l'année, les élisant comme les athlètes de l'année 2014.

#### Saison 2015, saison ponctuée par les blessures, fin de sa série de victoires

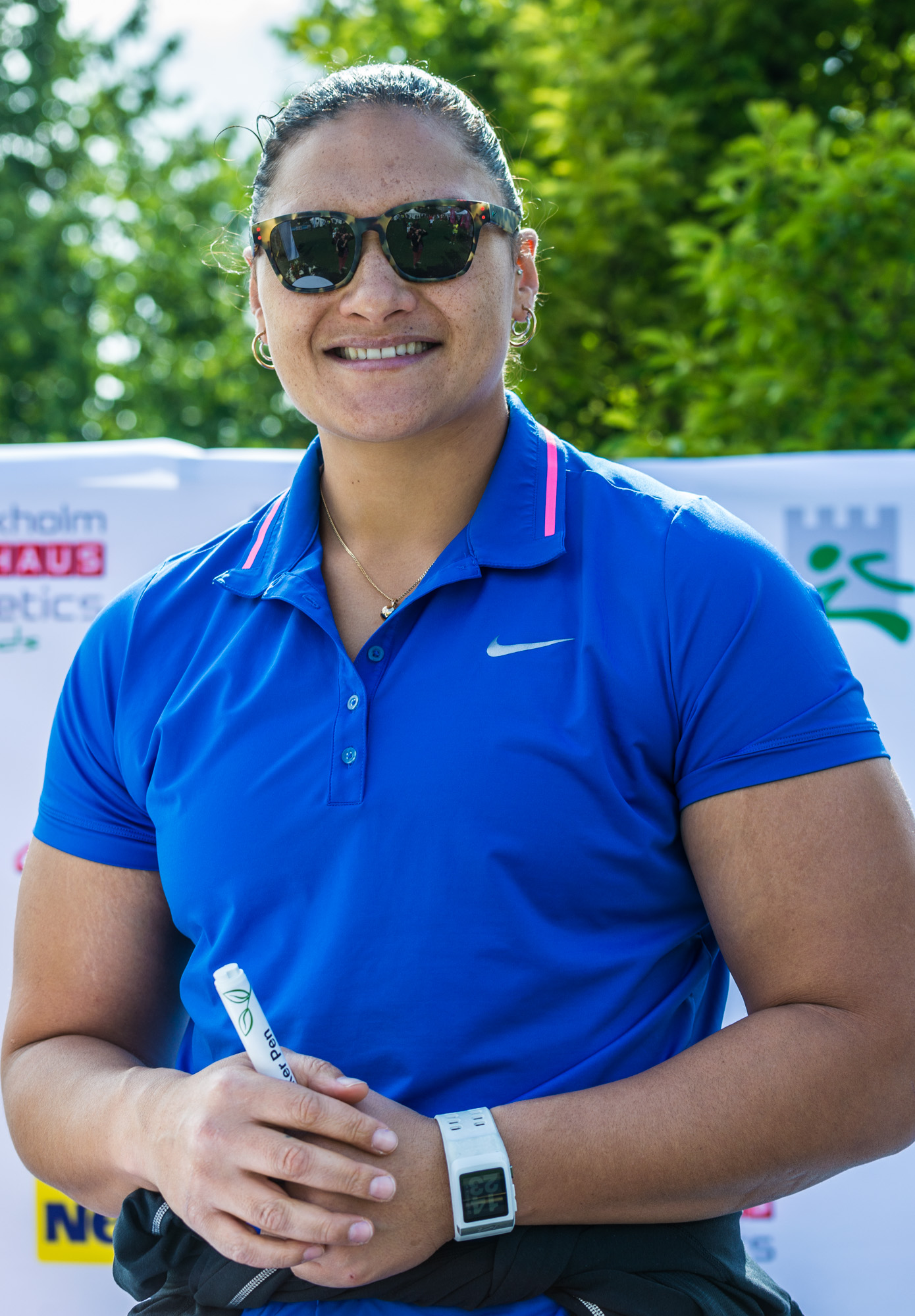
Valerie Adams lors du Dagens Nyheter Galan de Stockholm en 2015.

Le 25 septembre 2014, Valerie Adams se fait opérer deux nouvelles fois, cette-fois à l'épaule gauche et au coude droit. Cette opération, nécessitant une convalescence plus longue, l'oblige donc à manquer la saison en Océanie, ainsi qu'une bonne partie de la saison internationale. Elle fait finalement son retour à l'occasion du Meeting Areva de Paris le 4 juillet mais doit subir sa première défaite en presque 9 ans, après 106 victoires d'affilée (un record historique), terminant 5e du concours avec 18,73 m, à relative distance de Christina Schwanitz, vainqueure avec 20,31 m. Dix jours plus tard, elle l'emporte à Lucerne avec 18,73 m mais doit subir une seconde défaite à Londres, le 25 juillet, avec 18,59 m, face à Michelle Carter, vainqueure avec 19,75 m. 4 jours plus tard, elle termine à la 4e place au Dagens Nyheter Galan de Stockholm avec 18,69 m (victoire de Christina Schwanitz avec 20,13 m).
Le 5 août, elle annonce sur les réseaux sociaux déclarer forfait pour les championnats du monde de Pékin, admettant avoir besoin de plus de temps pour récupérer, et que l'objectif reste les Jeux olympiques de Rio en août 2016,. Le 17 août, elle subit une opération mineure à son genou droit,.

#### Saison 2016, médaille de bronze aux mondiaux en salle de Portland, vice-championne olympique à Rio
Sortie d'une saison compliquée ponctuée par les blessures, Valerie Adams a toujours pour objectif de viser le triplé olympique aux Jeux de Rio. Elle commence la saison 2016 le 25 février à Auckland, avec un jet à 18,85 m, déjà meilleur que sa meilleure performance de 2015. Le 6 mars, à Dunedin, elle remporte un nouveau titre national avec 19,43 m, réalisant ainsi la meilleure performance mondiale de l'année. Quadruple tenante du titre mais pas favorite de la compétition, la néo-zélandaise décroche le 19 mars à Portland la médaille de bronze des championnats du monde en salle avec un jet à 19,25 m. L'Américaine Michelle Carter, vainqueure avec 20,21 m, lui succède au palmarès et devient la première championne du monde en salle autre que Adams depuis 2006, tandis que la Hongroise Anita Marton s'empare de l'argent avec 19,33 m.
Satisfaite de cette médaille, Adams commence la saison estivale très tôt, le 7 mai à Zug, en Suisse, et remporte la compétition avec 19,52 m. Elle remporte ensuite deux étapes de la Ligue de diamant, avec 19,68 m au Meeting international Mohammed-VI de Marrakech, à seulement 1 cm de son propre record du meeting, puis avec 19,69 m au Golden Gala de Rome. Au meeting de Birmingham le 5 juin, toujours pour la Ligue de diamant, elle réalise 19,63 mais doit céder la victoire à l'Américaine Tia Brooks, auteure d'un record personnel à 19,73 m. 9 jours plus tard, elle renoue avec les victoires au Spitzen Leichtathletik Luzern avec 19,37 m puis à Monaco le 15 juillet avec 20,05 m, ce qui représente également son premier jet au-delà des 20 mètres depuis 2014. Trois jours plus tard, pour sa dernière compétition avant les Jeux, elle s'impose au Mémorial István-Gyulai de Székesfehérvár avec 20,19 m, sa meilleure performance de la saison.
Le 12 août, Valerie Adams réalise le meilleur jet (19,74 m) des qualifications des Jeux olympiques de Rio. La finale se déroule le soir-même : elle prend la tête du concours dès son premier jet avec 19,79 m, qu'elle étend à 20,42 m au second. En tête après 5 essais, dans un podium alors provisoirement complété par Michelle Carter avec 19,87 m et Anita Márton avec 19,39 m, elle se voit être dépassée par la première nommée qui lance à son dernier jet à 20,62 m, meilleure performance mondiale de l'année et record des États-Unis. Il reste donc un seul essai pour la néo-zélandaise, qui veut remporter son 3e titre olympique consécutif, mais celle-ci doit se contenter d'un jet à 20,32 m. Devenant triple médaillée olympique grâce à un jet à 20,42 m, elle est devancée par Michelle Carter (20,62 m), mais devance Anita Márton, qui a également réservé sa meilleure marque au dernier jet avec 19,87 m, record national.
Après les Jeux, Adams s'impose à Lausanne avec 19,94 m puis à Bad Köstritz (19,75 m). Deuxième de l'ISTAF Berlin avec 19,63 m, elle est battue lors de la finale de la Ligue de diamant à Bruxelles avec 19,57 m, derrière Michelle Carter (19,98 m), mais remporte pour la 6e fois de sa carrière le trophée.

### Quatrième cycle olympique (2017 - 2021)

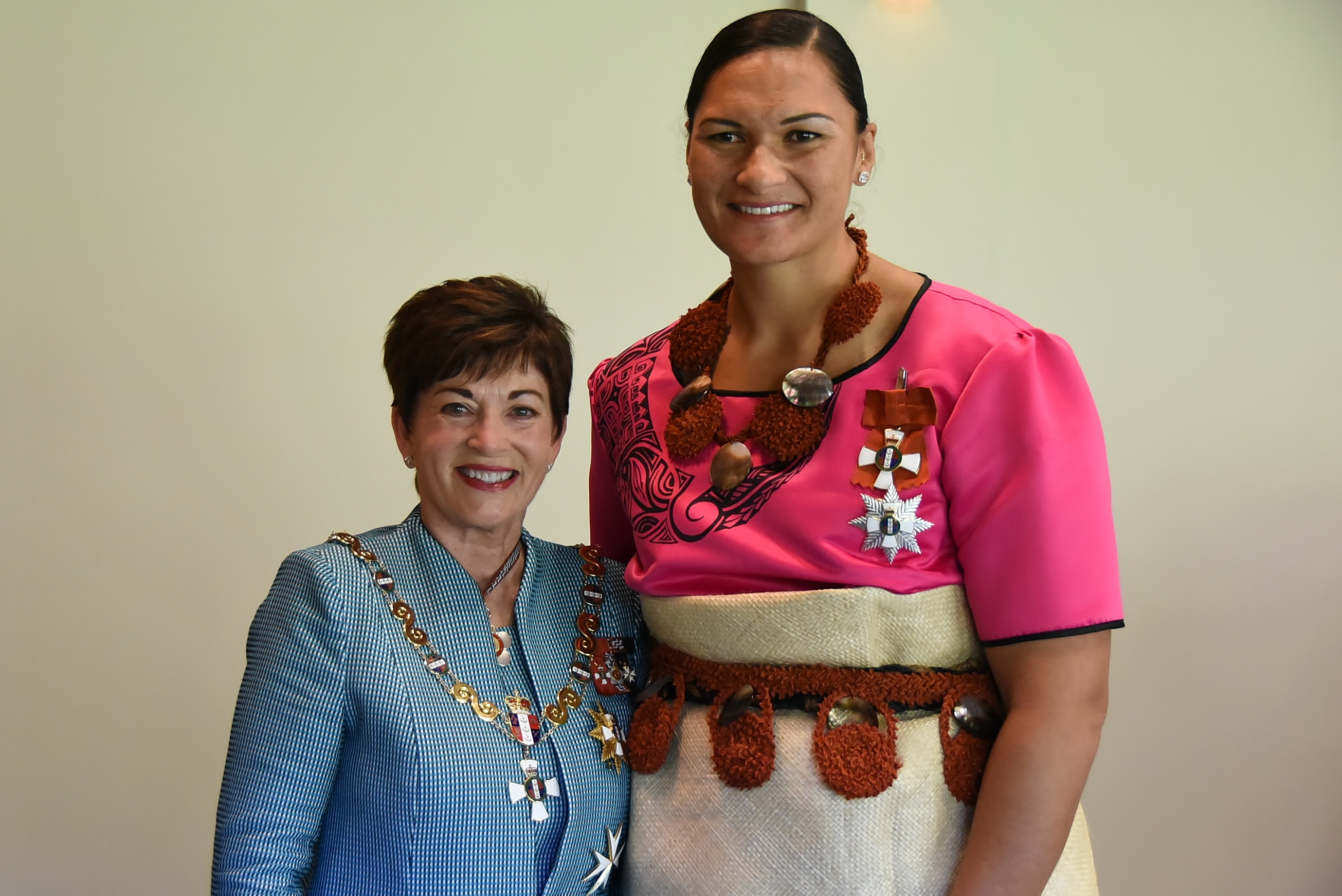
Valerie Adams le 26 avril 2017 à l'occasion de la cérémonie d'investiture de l'Ordre du Mérite de Nouvelle-Zélande.

#### Pas de saison 2017 pour Valerie Adams
Le 29 avril 2017, Valerie Adams révèle sur les réseaux sociaux être enceinte. Le 1er juin, elle annonce qu'il s'agira d'une fille et qu'elle devrait venir au monde en octobre. Adams espère retourner à la compétition rapidement pour concourir aux Jeux du Commonwealth de Gold Coast, malgré le fait qu'elle n'aura que six mois entre son accouchement et la compétition. Le 11 octobre, elle met au monde sa fille, prénommée Kimoana Josephine Adams-Price.

#### Saison 2018, retour à la compétition
Le 9 mars 2018, soit presque cinq mois après son accouchement, Valerie Adams est de retour sur les pistes à l'occasion des Championnats de Nouvelle-Zélande auxquels elle doit participer pour être sélectionnée aux Jeux du Commonwealth. Elle remporte le titre avec 17,83 m, officialisant ainsi sa sélection et réalisant une excellente performance pour un retour de maternité,. Lors de ce week-end, à l'occasion de la remise de son titre national, elle se voit être décernée sa médaille d'or des championnats du monde en salle de 2010, dont elle avait été privée à la suite de la disqualification pour dopage de la Biélorusse Nadzeya Astapchuk.
Le 16 mars, elle participe à la compétition The Big Shot organisée à Christchurch, dédiée spécialement au lancer du poids masculin et féminin : dès son premier jet de la compétition, elle bat sa meilleure performance de la saison avec 18,03 m, qu'elle améliore à son sixième jet avec 18,06 m. Elle termine 2e du concours derrière la Canadienne Brittany Crew, auteure à sa dernière tentative de 18,42 m. Le 25 mars, elle s'impose au Sir Graeme Douglas International Track & Field Challenge d'Auckland avec une nouvelle meilleure performance personnelle de la saison à 18,48 m, battant avec la même mesure sa rivale Brittany Crew.
Le 12 avril se déroulent les qualifications du poids aux Jeux du Commonwealth de Gold Coast : Valerie Adams, triple tenante du titre, lance 18,52 m pour battre son meilleur jet de la saison, et se qualifie pour la finale. Le lendemain, seulement 6 mois et 2 jours après son accouchement, elle parvient à décrocher la médaille d'argent avec un jet à 18,70 m, derrière la Jamaïcaine Danniel Thomas-Dodd (19,36 m). Il s'agit de sa cinquième médaille consécutive, après l'or en 2006, 2010 et 2014 et l'argent en 2002.
De retour en ligue de diamant, elle commence le circuit à Doha avec une 8e place et un jet à 18,01 m. Le 13 juillet, à Rabat, elle termine 3e et améliore son meilleur lancer de la saison avec 18,93 m. Six jours plus tard, dans les rues de Monaco, elle repasse au-delà les 19 mètres, avec 19,31 m, et termine 4e d'un concours remporté par la Chinoise Gong Lijiao (20,31 m).

#### Saison 2019, seconde maternité
Absente du reste de la saison, Valerie Adams annonce le 14 octobre être enceinte de son second enfant. Elle fera l'impasse sur la saison 2019 afin de revenir pour la saison 2020 et les Jeux olympiques de Tokyo, qui seront la dernière échéance avant sa retraite sportive. Pendant l'année, elle commence à entraîner sa sœur Lisa Adams, une lanceuse de poids handisport qui remporte le titre mondial.

#### Saison 2020, retour à la compétition
Le 25 janvier 2020, Valerie Adams fait son retour à la compétition après sa seconde grossesse, et lance dès son deuxième essai à 18,65 m, marque qui lui permet de se qualifier pour ses 6e Jeux olympiques.

#### Saison 2021, quatrième médaille olympique à Tokyo
En février, elle s'impose lors du meeting Sir Graeme Douglas International à Auckland, avec un jet à 19,65 m. Par ailleurs, Adams réussit quatre lancers à plus de 19 mètres lors de cette compétition, elle qui n'avait pas réussi à franchir cette distance depuis 2016.
Aux Jeux Olympiques de Tokyo, la Néo-Zélandaise réalise un ultime exploit en décrochant la médaille de bronze du poids avec un lancer mesuré à 19,62 m. Devancée par la Chinoise Gong Lijiao et l'Américaine Raven Saunders, elle s'inscrit un peu plus dans l'histoire de la discipline en devenant l'athlète la plus récompensée aux Jeux Olympiques avec cette quatrième médaille consécutive.

#### Retraite sportive
Elle met un terme à sa carrière sportive en mars 2022.

## Reconnaissance et récompenses
En 2007, 2008 et 2009, elle est élue sportive de l'année en Nouvelle-Zélande. Elle remporte la catégorie féminine 7 fois, et ce de façon consécutive, en 2006, 2007, 2008, 2009, 2010, 2011 et 2012.
En 2014, elle reçoit le trophée IAAF de l'athlète de l'année en compagnie du Français Renaud Lavillenie. Elle est la première personne lanceuse de poids, hommes et femmes confondus, à remporter cette distinction. Elle était également finaliste de cette distinction en 2009, 2011, 2012 et en 2013.
Cette même année 2014, elle est nommée au Laureus World Sports Awards, aux côtés de la demi-fondeuse éthiopienne Genzebe Dibaba, la skieuse norvégienne Marit Bjørgen, la skieuse slovène Tina Maze, la tenniswoman chinoise Li Na et la tenniswoman américaine Serena Williams. C'est finalement Genzebe Dibaba qui sera élue athlète de l'année.
En 2017, elle est faite Dame Companion de l'ordre du Mérite de Nouvelle-Zélande.

## Vie privée
Valerie Vili a été mariée à Bertrand Vili en 2004, un lanceur de disque de Nouvelle-Calédonie, mais le couple divorce en 2010. Elle subit des violences de sa part.
Son père, Sydney Adams (décédé en 2007), est Anglais. Sa mère, Lilika Ngauamo (décédée en 2000), est originaire des Tonga. Elle est issue d'une fratrie de 18 enfants, que son père a eus avec cinq femmes différentes, parmi lesquels notamment le basketteur Steven Adams et l'athlète Lisa Adams. Elle est membre de l'Église de Jésus-Christ des saints des derniers jours.
Le 2 avril 2016, elle se marie avec son conjoint et ancien ami d'enfance Gabriel Price,,. Le 11 octobre 2017, elle accouche de leur premier enfant, une fille prénommée Kimoana. Le 14 octobre 2018, soit 1 an et 3 jours après la mise au monde de sa fille Kimoana, Valerie Adams annonce être enceinte de son second enfant.

## Palmarès
| Date | Compétition                    | Lieu             | Résultat | Marque  |
| ---- | ------------------------------ | ---------------- | -------- | ------- |
| 1999 | Championnats du monde cadets   | Bydgoszcz        | 10e      | 12,82 m |
| 2001 | Championnats du monde cadets   | Debrecen         | 1re      | 16,87 m |
| 2002 | Championnats du monde juniors  | Kingston         | 1re      | 17,73 m |
| 2002 | Jeux du Commonwealth           | Manchester       | 2e       | 17,45 m |
| 2002 | Coupe du monde des nations     | Madrid           | 6e       | 18,40 m |
| 2003 | Championnats du monde          | Paris            | 5e       | 18,65 m |
| 2004 | Jeux olympiques                | Athènes          | 7e       | 18,56 m |
| 2005 | Championnats du monde          | Helsinki         | 2e       | 19,62 m |
| 2005 | Finale mondiale                | Monaco           | 1re      | 19,55 m |
| 2006 | Jeux du Commonwealth           | Melbourne        | 1re      | 19,66 m |
| 2006 | Finale mondiale                | Stuttgart        | 2e       | 19,64 m |
| 2006 | Coupe du monde des nations     | Athènes          | 1re      | 19,87 m |
| 2007 | Championnats du monde          | Osaka            | 1re      | 20,54 m |
| 2007 | Finale mondiale                | Stuttgart        | 1re      | 20,40 m |
| 2008 | Championnats du monde en salle | Valence          | 1re      | 20,19 m |
| 2008 | Jeux olympiques                | Pékin            | 1re      | 20,56 m |
| 2008 | Finale mondiale                | Stuttgart        | 1re      | 19,69 m |
| 2009 | Championnats du monde          | Berlin           | 1re      | 20,44 m |
| 2009 | Finale mondiale                | Thessalonique    | 1re      | 21,07 m |
| 2010 | Championnats du monde en salle | Doha             | 1re      | 20,49 m |
| 2010 | Ligue de diamant               | Ligue de diamant | 1re      | détails |
| 2010 | Coupe continentale             | Split            | 1re      | 20,86 m |
| 2010 | Jeux du Commonwealth           | New Delhi        | 1re      | 20,47 m |
| 2011 | Championnats du monde          | Daegu            | 1re      | 21,24 m |
| 2011 | Ligue de diamant               | Ligue de diamant | 1re      | détails |
| 2012 | Championnats du monde en salle | Istanbul         | 1re      | 20,54 m |
| 2012 | Jeux olympiques                | Londres          | 1re      | 20,70 m |
| 2012 | Ligue de diamant               | Ligue de diamant | 1re      | détails |
| 2013 | Championnats du monde          | Moscou           | 1re      | 20,88 m |
| 2013 | Ligue de diamant               | Ligue de diamant | 1re      | détails |
| 2014 | Championnats du monde en salle | Sopot            | 1re      | 20,67 m |
| 2014 | Jeux du Commonwealth           | Glasgow          | 1re      | 19,88 m |
| 2014 | Ligue de diamant               | Ligue de diamant | 1re      | détails |
| 2016 | Championnats du monde en salle | Portland         | 3e       | 19,25 m |
| 2016 | Jeux olympiques                | Rio de Janeiro   | 2e       | 20,42 m |
| 2016 | Ligue de diamant               | Ligue de diamant | 1re      | détails |
| 2018 | Jeux du Commonwealth           | Gold Coast       | 2e       | 18,70 m |
| 2021 | Jeux olympiques                | Tokyo            | 3e       | 19,62 m |

## Records et statistiques

### Records personnels
| Épreuve         | Épreuve   | Marque       | Lieu   | Date         |
| --------------- | --------- | ------------ | ------ | ------------ |
| Lancer du poids | Plein air | 21,24 m (AR) | Daegu  | 29 août 2011 |
| Lancer du poids | En salle  | 20,98 m (AR) | Zurich | 28 aout 2013 |

- Record des Jeux du Commonwealth du lancer du poids avec 19,66 m le 22 mars 2006 à Melbourne
- Record d'Océanie du lancer du poids avec 20,20 m le 28 janvier 2006 à Christchurch, puis 20,54 m le 26 août 2007 à Osaka, puis 20,56 m le 16 août 2008 aux JO de Pékin, puis 21,07 m le 13 septembre 2009 durant la Finale mondiale de l'athlétisme à Thessalonique.

### Meilleurs jets de Valerie Adams
| Numéro | Marque  | Compétition                     | Lieu          | Date              |
| ------ | ------- | ------------------------------- | ------------- | ----------------- |
| 1      | 21,24 m | Championnats du monde           | Daegu         | 29 août 2011      |
| 2      | 21,11 m | Spitzen Leichtathletik Luzern   | Lucerne       | 17 juillet 2012   |
| 3      | 21,07 m | Finale mondiale de l'athlétisme | Thessalonique | 13 septembre 2009 |
| 4      | 21,03 m | Golden Gala                     | Rome          | 31 mai 2012       |
| 5      | 20,98 m | Weltklasse Zurich               | Zurich        | 28 août 2013      |
| 6      | 20,97 m | Meeting Stanislas               | Nancy         | 8 juillet 2012    |
| 7      | 20,95 m | Athletissima                    | Lausanne      | 23 août 2012      |
| 8      | 20,90 m | London Grand Prix               | Londres       | 27 juillet 2013   |
| 9      | 20,88 m | Golden Spike Ostrava            | Ostrava       | 27 juin 2013      |
| 9      | 20,88 m | Championnats du monde           | Moscou        | 12 août 2013      |

### Meilleures performances par année
| Année | Marque  | Date              | Lieu           | Rang |
| ----- | ------- | ----------------- | -------------- | ---- |
| 1999  | 14,15 m | 4 juillet 1999    | Bedford        | —    |
| 2000  | 15,72 m | 26 janvier 2000   | Papakura       | —    |
| 2001  | 17,08 m | 13 juillet 2001   | Debrecen       | 68   |
| 2002  | 18,40 m | 21 septembre 2002 | Madrid         | 20   |
| 2003  | 18,93 m | 10 mai 2003       | Osaka          | 14   |
| 2004  | 19,29 m | 4 décembre 2004   | Auckland       | 8    |
| 2005  | 19,87 m | 12 août 2005      | Helsinki       | 3    |
| 2006  | 20,20 m | 27 août 2006      | Bad Köstritz   | 1    |
| 2007  | 20,54 m | 26 août 2007      | Osaka          | 2    |
| 2008  | 20,56 m | 16 août 2008      | Pékin          | 2    |
| 2009  | 21,07 m | 13 septembre 2009 | Thessalonique  | 1    |
| 2010  | 20,86 m | 5 septembre 2010  | Split          | 1    |
| 2011  | 21,24 m | 29 août 2011      | Daegu          | 1    |
| 2012  | 21,11 m | 17 juillet 2012   | Lucerne        | 1    |
| 2013  | 20,90 m | 27 juillet 2013   | Londres        | 1    |
| 2014  | 20,59 m | 5 septembre 2014  | Bruxelles      | 1    |
| 2015  | 18,79 m | 4 juillet 2015    | Paris          | 13   |
| 2016  | 20,42 m | 16 août 2016      | Rio de Janeiro | 3    |
| 2017  | N/A     | N/A               | N/A            | N/A  |
| 2018  | 19,31 m | 19 juillet 2018   | Monaco         | 7    |
| 2019  | N/A     | N/A               | N/A            | N/A  |
| 2020  | 18,81 m | 15 février 2020   | Hamilton       | 9    |
| 2021  | 19,75 m | 11 juillet 2021   | Władysławowo   | 5    |